# Resíduo eletrônico

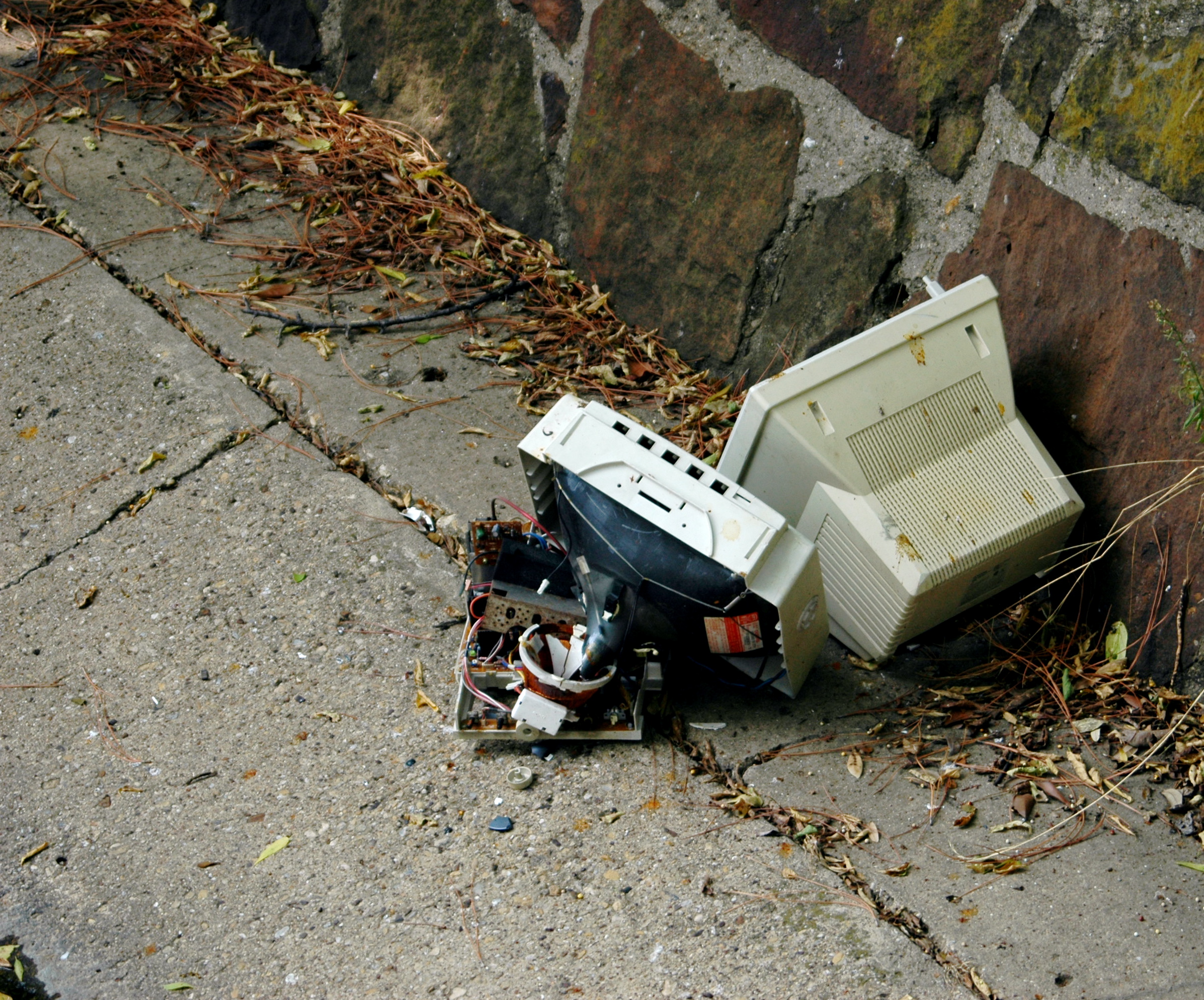
Monitor abandonado

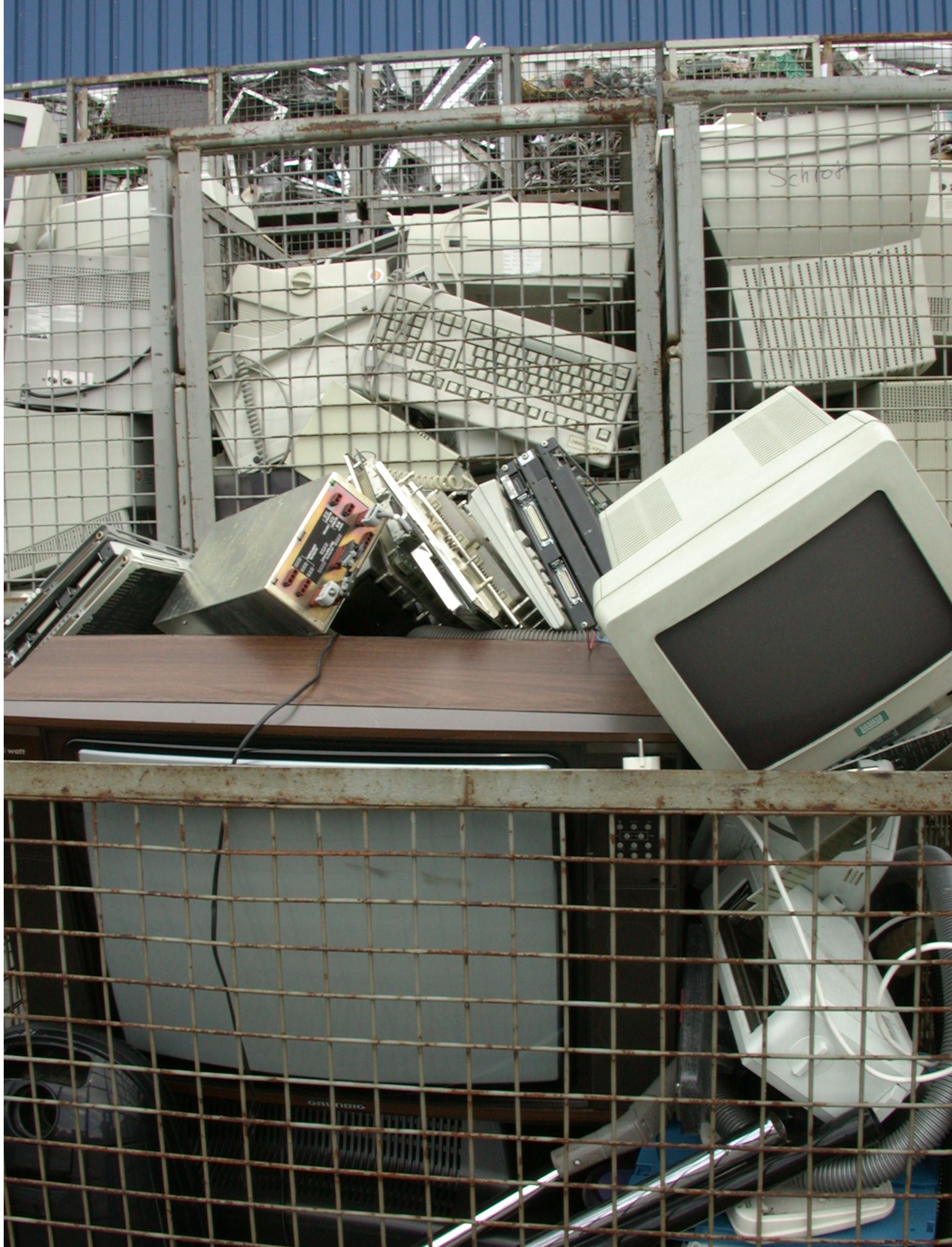
Resíduo eletrônico

Resíduo computacional, também conhecido como resíduo eletrônico ou lixo eletrônico, são os equipamentos eletrônicos descartados ou obsoletos. A definição inclui computadores, televisores, telemóveis/celulares, entre outros dispositivos. Na União Europeia, é referido resíduo de equipamentos eletrônicos (REEE), havendo a classificação dos produtos por categoria conforme a Diretiva de Resíduos de Equipamentos Eléctricos e Electrónicos.

## Problemas do descarte inadequado
Os resíduos de equipamentos eletrônicos, se descartados de forma inadequada, constituem um sério risco para o meio ambiente, pois possuem em sua composição metais pesados altamente tóxicos, como mercúrio, cádmio, berílio e chumbo, além de outros compostos químicos como os BFRs (Brominated Flame Retardants). Em contato com o solo, os metais pesados contaminam o lençol freático; se queimados, os BFRs liberam toxinas perigosas ao meio ambiente. Portanto, a manipulação e processamento dos REEE, de forma incorreta e desprotegida, contamina os seres humanos que executam estas tarefas e o meio ambiente à sua volta.
Tipos de substância nocivas e seus efeitos:
- Arsênico — um elemento metálico venenoso que se apresenta como pó ou em forma de substâncias solúveis. A exposição crônica ao Arsênico pode provocar várias doenças de pele e diminuir a velocidade de transmissão dos impulsos nervosos. A exposição continuada ao arsênico pode também causar câncer de pulmão e, muitas vezes, ser fatal.
- Bário é um elemento metálico que é usado em velas de ignição, lâmpadas fluorescentes e "getters" em tubos à vácuo. Sendo altamente instável na forma pura, ela forma óxidos venenosos quando em contacto com o ar. Curta exposição ao bário pode levar a edema cerebral, fraqueza muscular, danos ao coração, fígado e baço. Estudos em animais revelam aumento da pressão arterial e alterações no coração no caso da ingestão de Bário durante um longo período. Os efeitos a longo prazo da exposição crônica ao bário em seres humanos ainda não são conhecidos devido à falta de dados sobre seus efeitos.
- Berílio — foi recentemente classificado como carcinógeno humano, porque a exposição a ele pode causar câncer de pulmão. A preocupação primária de saúde é quanto à inalação de poeiras de Berílio, fumaça ou névoa. Os trabalhadores que estão constantemente expostos ao Berílio, mesmo em pequenas quantidades, e que se tornam sensíveis a ele, podem desenvolver o que é conhecido como doença crônica Berílio (beryllicosis), uma doença que afeta principalmente os pulmões. A exposição ao Berílio também provoca uma doença de pele que é caracterizada por problemas de cicatrização de feridas e surgimento de verrugas. Estudos têm demonstrado que as pessoas podem continuar a desenvolver doenças provocadas pelo Berílio mesmo muitos anos após a última exposição.
- Retardantes de Chama Bromados (BFR) — Os 3 tipos principais de retardantes utilizados em aparelhos eletroeletrônicos são o Polibromobifenilo (PBB), o Éter difenil polibromado (PBDE) e o Tetrabromobisfenol - A (TBBPA). Retardantes de chama fazem materiais, especialmente plásticos e têxteis, mais resistentes ao fogo. Eles são encontrados em forma de pó e no ar através da migração e da evaporação a partir de plásticos. A combustão de materiais halogenados e placas de circuito impresso, mesmo a temperaturas baixas, libera as emissões tóxicas, incluindo as dioxinas, que pode levar a graves distúrbios hormonais. Grandes fabricantes de produtos eletrônicos já começaram a eliminar gradualmente retardadores de chama bromados por causa de sua toxicidade.
- Cádmio — seus compostos podem ter graves impactos sobre os rins. O Cádmio é adsorvido pela respiração, mas também com os alimentos. Devido à longa meia-vida no corpo, o Cádmio, pode facilmente se acumular em quantidades que causam sintomas de envenenamento. O Cádmio apresenta um risco de efeitos cumulativos no ambiente devido à sua toxicidade aguda e crônica. A exposição aguda à fumaça de Cádmio provoca sintomas de fraqueza, febre, dor de cabeça, calafrios, sudorese e dor muscular. Os riscos primários à saúde pela exposição a longo prazo são câncer de pulmão e nos rins. O Cádmio também pode causar também enfisema pulmonar e doença óssea (osteomalacia e osteoporose).
- Clorofluorocarboneto (CFC) — são compostos de carbono, flúor, cloro, e, por vezes hidrogênio. Usado principalmente em unidades de refrigeração e espuma de isolamento, não são mais utilizados pois quando liberado na atmosfera, se acumulam na estratosfera e têm um efeito nocivo na camada de ozônio, provocando aumento da incidência de cancer de pele em seres humanos e em danos genéticos em muitos organismos.[4]
- Cromo — ele e seus óxidos são amplamente utilizados devido à sua condutividade elevada e propriedades anti corrosivas. Enquanto algumas formas de Cromo não são tóxicas, outras como a de Cromo (VI) conhecida com Hexavalente, é facilmente absorvido pelo corpo humano e pode produzir vários efeitos tóxicos no interior das células. A maior parte dos compostos de Cromo (VI) são irritantes aos olhos, pele e mucosas. A exposição crônica aos compostos de Cromo (VI) pode causar danos permanentes aos olhos, se não for devidamente tratada. O Cromo VI pode também causar danos ao DNA.
- Dioxinas e furanos — uma família de produtos químicos que compreendem 75 diferentes tipos de compostos tipo Dioxinas e 135 compostos relacionados com os Furanos. Dioxina é o nome genérico da família de compostos compreendendo dibenzo-p-dioxinas (PCDD) e dibenzofuranos policlorados (PCDFs). Dioxinas nunca foram intencionalmente fabricadas, mas se formam como subprodutos indesejáveis durante a fabricação de substâncias como alguns pesticidas, bem como durante a combustão. As Dioxinas são conhecidas por serem altamente tóxicas para animais e seres humanos pois se acumulam no corpo e podem levar a malformações do feto, diminuição da fecundidade e das taxas de crescimento, além de causar doenças no sistema imunológico, entre outras coisas. A Dioxina mais conhecido e mais tóxica é a 2,3,7,8-tetracloro-p-dioxina (TCDD).
- Chumbo — metal mais amplamente utilizado nas indústrias, após ferro, alumínio, cobre e zinco. É comumente empregado na indústria elétroeletrônica em soldas, baterias de Chumbo-ácido, componentes eletrônicos, revestimento de cabos, no funil dos CRTs, etc. A curta exposição a níveis elevados de Chumbo pode causar vômitos, diarréia, convulsões, coma ou até mesmo a morte. Outros sintomas são perda de apetite, dor abdominal, constipação, fadiga, insônia, irritabilidade e dor de cabeça. Exposição excessiva continuada, como em um ambiente industrial, pode afetar os rins. É particularmente perigoso para crianças pequenas, pois podem danificar conexões nervosas e causar  distúrbios cerebrais.
- Mercúrio — um dos metais mais tóxicos que ainda é amplamente utilizado na produção de equipamentos eletroeletrônicos. É um metal pesado tóxico que se acumula no organismo causando danos cerebrais e no fígado, se ingerido ou inalado. O mercúrio aparece altamente concentrado em algumas baterias, interruptores, termostatos e lâmpadas fluorescentes.
- Bifenilos policlorados (PCB) — classe de compostos orgânicos usados em uma variedade de aplicações, incluindo fluidos dielétricos para capacitores e transformadores, fluidos de transferência de calor e como aditivos em adesivos e plásticos. Os PCBs provocam câncer em animais e também  foi comprovado causar um certo número de doenças não-cancerosas em animais, incluindo disfunções no sistema imunológico, sistema reprodutor, sistema nervoso, sistema endócrino e outros efeitos à saúde. Os PCBs são contaminantes persistentes no meio ambiente; devido à solubilidade lipídica elevada e a baixa taxa de metabolismo destes produtos químicos, eles se acumulam nos tecidos ricos em gordura de quase todos os organismos (bioacumulação). A utilização de PCB está proibida nos países da OCDE, no entanto, devido à sua ampla utilização no passado, ele ainda pode ser encontrado em REEE, bem como em alguns outros resíduos.
- Cloreto de polivinila (PVC) — plástico mais utilizado em eletrônica e em aparelhos, utensílios domésticos, tubos, entre outros. O PVC é perigoso porque contém até 56% de Cloro que quando queimado, produz grandes quantidades do gás cloreto de hidrogênio, que combinado com a água forma ácido clorídrico, esse ácido é perigoso porque quando inalado, causa problemas respiratórios.
- Selênio — exposição a altas concentrações de compostos de Selênio causa selenosis. Os principais sinais dessa doença são a perda de cabelo, fragilidade das unhas, e alterações neurológicas (como dormência e outras sensações estranhas nas extremidades dos membros).

## Legislação
Em função da complexidade do problema da contaminação e do aumento considerável da produção, consumo e consequente descarte de eletroeletrônicos, foi necessária a elaboração de leis específicas, atualmente em vigor em diversas partes do mundo.

### União Europeia
Em Janeiro de 2003, entrou em vigor a directiva 2002/95/CE da União Europeia que regulamenta o tratamento de resíduos de equipamentos eléctricos e electrónicos, obrigando (entre outros) os fabricantes a se responsabilizar por todos os eletrônicos produzidos. Em vigor está também a directiva Directiva 2002/95/CE (RoHS) que restringe o uso de determinadas substâncias perigosas em equipamentos eléctricos e electrónicos.

### Brasil
No dia 5 de agosto de 2010 foi aprovada a Lei Federal n. 12.305, que instituiu em 2010 a Política Nacional de Resíduos Sólidos (PNRS) na legislação ambiental brasileira nº 12.305, que obriga a dar destinação adequada para os resíduos sólidos, inclusive os eletrônicos. No Estado de São Paulo foi promulgada em julho de 2009 a Lei Estadual 13.576 que institui normas e procedimentos para a reciclagem, gerenciamento e destinação final de lixo tecnológico.

### Estados Unidos
A legislação norte-americana não prevê uma regulamentação nacional mas sim, soluções em nível estadual. Até 2012, apenas 24 estados haviam criado suas legislações específicas. Por serem signatários, com ressalvas, da Convenção da Basiléia que bane a exportação de lixo eletrônico, os EUA descartam parte substancial (entre 50 e 80%  ) do seu REEE para países como China e Índia, além de diversos países africanos, nos quais a ausência de legislação adequada facilitam a contaminação das pessoas e do meio-ambiente.

### África
A África do Sul possui uma iniciativa de âmbito nacional, relacionada com a reciclagem dos REEE.
Na maioria dos outros países africanos não existe legislação específica e, na verdade, parte deles ainda sofre com o envio de REEE vindos da EU e dos EUA, apesar das restrições.

## Gerenciamento dos resíduos e reciclagem
Para conter os problemas de contaminação previamente descritos, são necessárias regulamentações e procedimentos que garantam a segurança dos trabalhadores envolvidos na reciclagem e do meio-ambiente. Isso denomina-se gerenciamento ou gestão dos REEE.
Para realizar a gestão e reciclagem dos REEE divide-se o processo em etapas chamadas coleta, desmontagem, pré-processamento e processamento. A coleta consiste em receber os REEE, seja através de sistemas que recolhem nas casas dos consumidores, seja através de iniciativas de mutirão de coleta ou o sistema de ecopontos. Depois de coletados, os REEE passam por um processo de manufatura reversa, onde são desmontados e cada material é classificado. As substâncias tóxicas devem ser neutralizadas, utilizando-se diversos processos físico-químicos.
Os materiais que podem ser transformados em matérias-primas são encaminhados para esse fim. Estão incluídos plásticos, ferro, alumínio, fios e cabos, entre outros. Algumas frações como monitores tipo CRT, alguns tipos de baterias, lâmpadas de mercúrio podem apresentar dificuldades  ou custos elevados para  serem dercontaminados. Nesse caso, estes subprodutos devem sofrer disposição adequada.

### Automatização na reciclagem
Basicamente existem duas abordagens para o tratamento dos REEE: a manual e a automatizada.
A desmontagem manual permite uma maior seletividade no processo, evitando perdas ao classificar cada matéria-prima da forma correta. Por outro lado é mais lento, de mão-de-obra intensiva e, menos seguro do ponto de vista da saúde e do ambiental. A abordagem manual para os países em desenvolvimento é defendida fortemente pela UNEP em seu relatório de 2009
A automatização permite um processamento mais rápido, mais seguro e com menos mão-de-obra mas também menos eficiente na recuperação de materiais por misturar materiais diferentes.

### Projetos de reciclagem de computadores
A reciclagem de computadores é um termo genericamente utilizado para designar a reciclagem de computadores (na íntegra ou partes) como matéria-prima para novos produtos do ramo ou o reaproveitamento e a reutilização destes. Segundo dados do Greenpeace, por ano, são produzidos até 50 milhões de toneladas de resíduos eletrônicos no mundo inteiro.
Existem diversos projetos internacionais (como Solving the E-waste Problem, StEP, da Universidade das Nações Unidas) tratando questões da reutilização de equipamentos eléctricos e electrónicos. Um dos projetos locais e caritativas é a iniciativa linux4afrika da associação alemã FreiOSS que reequipa computadores doados com a distribuição Linux Edubuntu e organiza o transporte dos computadores para a África, principalmente para escolas de Moçambique e Tanzânia.
Em 2007 o Governo do Brasil anunciou um plano de implantação de uma rede nacional de Centros de Recondicionamento e Reciclagem de Computadores (CRC). O plano faz parte do projeto Inclusão digital e visa recuperar computadores descartados anualmente pelos órgãos governamentais e pela iniciativa privada e destiná-los à telecentros, escolas e bibliotecas.
O projeto brasileiro MetaReciclagem começou com um grupo que reciclava computadores, mas atualmente define-se como uma rede aberta que promovia a desconstrução e apropriação de tecnologias.
Em São Paulo foi instalado o primeiro centro público de reciclagem de lixo eletrônico em agosto de 2009 por iniciativa da Universidade de São Paulo.

## Reunião Rio+20 sobre lixo eletrônico: impactos e transformações
Durante a Rio+20 [1] [2] , o Ministério das Comunicações, no Pier Mauá - Rio de Janeiro, manteve um espaço aberto de Rodas de Conversa para fomento de diálogo em torno de alguns temas.
Uma dessas rodas, intitulada "Lixo eletrônico: impactos e transformações", ocorreu em 16 de junho de 2012 e nela foram debatidas questões relativas à gestão integrada e gerenciamento do lixo eletrônico, as responsabilidades de empresas e do poder público (logística reversa), a legislação, os movimentos, projetos e programas que desenvolvem ações para minimizar os impactos causados por esses resíduos ao ambiente.

### Em Português
- Como funciona a reciclagem de computadores?, revistaescola.abril.com.br, 04/06/09, acessado em 23 de novembro de 2009
- Como é tratado o lixo eletrônico, Portal Terra, acessado abril de 2012.
- Veja onde descartar, reportagem Folha de S.Paulo, acessado 05 de abril de 2011.
- Composição do Lixo Eletrônico, acessado setembro de 2011.

### Em inglês
- Carroll, Chris (janeiro de 2008). «High-Tech Trash». National Geographic Society
- animação reciclagem SIMS Recycling
- Recycling – From e-waste to resources(UN Environmental Program, 2009, 120 pages)
- Portal sobre reciclagem na África do Sul, acessado em dezembro de 2011.

### Em português
- Associação Brasileira de Empresas de Limpeza Pública e Resíduos Especiais - ABRELPE
- Sistema de busca locais de descarrte de lixo eletrônico
- CEDIR Centro de Descarte e Reuso de Resíduos de Informática
- Compromisso Empresarial com a Reciclagem

### Em inglês
- EMPA E-waste Guide
- WEEE Forum
- e-stewards
- Solving the E-waste Problem StEP
- «Projeto Solving the E-waste Problem» (em inglês)
- «Projeto linux4afrika» (em alemão)